# Marston Stadium
Marston Stadium – stadion piłkarski, na którym swoje mecze rozgrywa zespół Afan Lido. Posiada 4200 miejsc. Rekord frekwencji padł 19 maja 2010 w meczu przeciwko Goytre United; spotkanie obejrzało 631 widzów.